# Eldəniz Əzizli
Eldəniz Yəmən oğlu Əzizli (Distretto di Beyləqan, 20 aprile 1992) è un lottatore azero, specializzato nella lotta greco-romana.

## Biografia

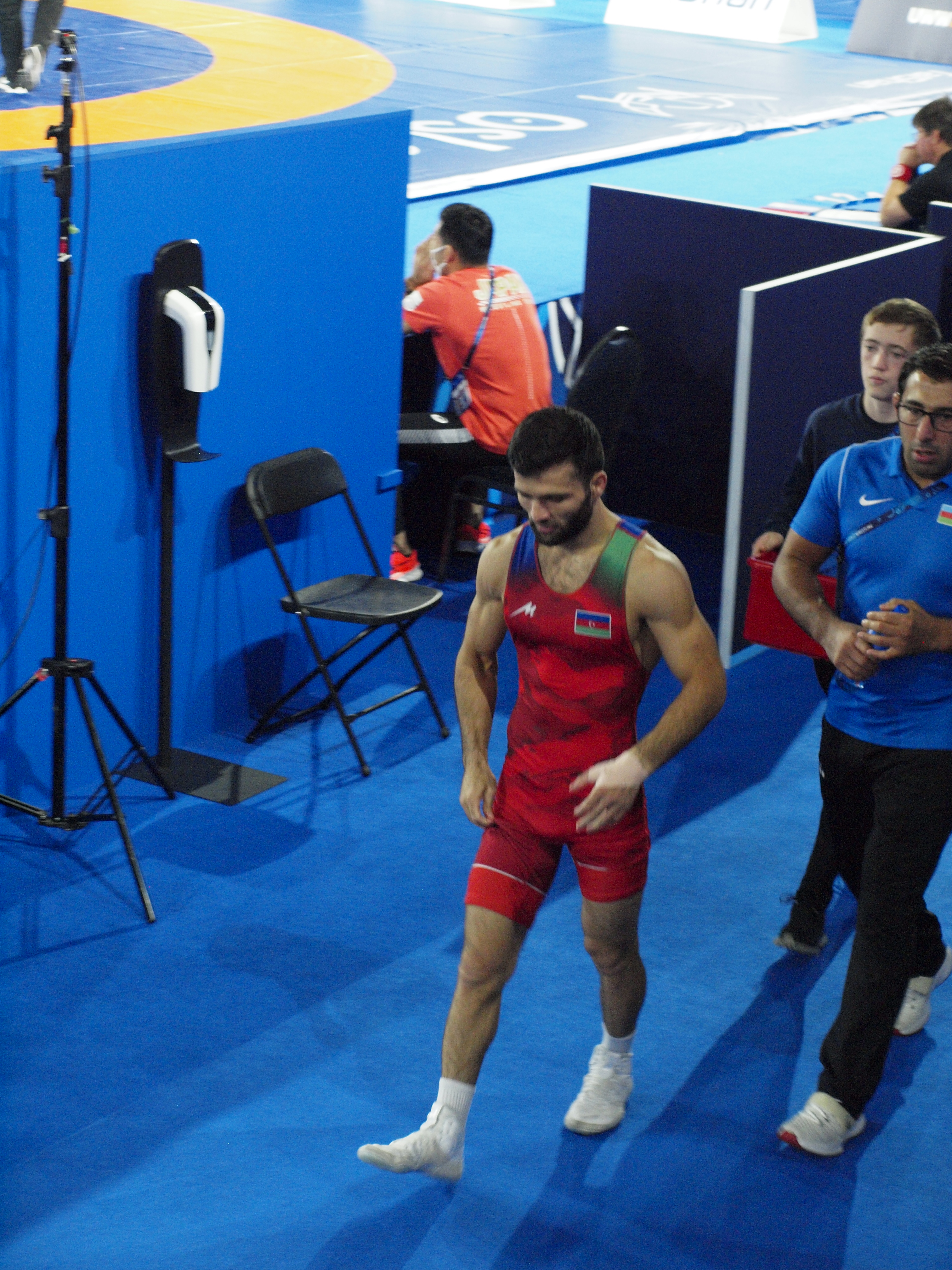
Eldəniz Əzizli ai mondiali di Oslo 2021.

Ai campionati europei di Kaspijsk 2018 ha vinto la medaglia d'oro nella categoria 55 chilogrammi, battendo in finale il lottatore estone Helary Mägisalu. Cinque mesi dopo si è laureato anche campione mondiale, sempre nella stessa categoria, ai campionati di Budapest 2018.
Ai mondiali di Oslo 2021 è stato estromesso dal tabellone principale dal ventenne giapponese Ken Matsui in semifinale, dopo aver battuto l'ucraiono Koriun Sahradian agli ottavi e il kirghiso Sardarbek Konushbaev ai quarti. Si è aggiudicato il bronzo battendo il turco Ekrem Öztürk nella finale per il terzo posto.

## Palmarès
- Mondiali

Budapest 2018: oro nei 55 kg.
Nur-Sultan 2019: bronzo nei 55 kg.
Oslo 2021: bronzo nei 55 kg.
- Europei

Dortmund 2011: bronzo nei 55 kg.
Kaspijsk 2018: oro nei 55 kg.
Bucarest 2019: bronzo nei 55 kg.
Roma 2020: bronzo nei 55 kg.
Varsavia 2021: bronzo nei 55 kg.
Budapest 2022: oro nei 55 kg.
- Universiadi

Kazan' 2013: bronzo nei 55 kg.

## Altre competizioni internazionali
2020
- Bronzo nei 55 kg nella Coppa del mondo individuale ( Belgrado)